# 横浜市立東永谷中学校
横浜市立東永谷中学校（よこはましりつ ひがしながやちゅうがっこう）は、神奈川県横浜市港南区東永谷二丁目にある市立中学校。略称は「東中」（とんちゅう）。
同校は標準服を導入している。
学区は横浜市立下永谷小学区、相武山小学区の、永野小学区、芹が谷南小学区、の一部で、300名以上の生徒が在籍している。

## 沿革
- 1989年
  - 4月1日 - 創立
  - 6月1日 - 同日を開校記念日に指定する
  - 12月1日 - 校歌・校章・校旗を制定する
- 1993年1月 - 焼窯庫新設
- 1998年
  - 4月 - 標準服導入
  - 10月31日 - 創立10周年記念式典を行う
- 2000年7月 - 自動販売機設置
- 2003年4月 2学期制試験導入
- 2005年4月 - パイオニアスクールよこはま（PSY）研究校になる
- 2006年4月 - パイオニアスクールよこはま（PSY）研究指定校になる
- 2008年11月15日 - 創立20周年記念式典「自治の精神」を行う
- 2013年4月 - 北湯口多賀子校長が着任する。
- 2016年4月 - 小池毅校長が着任する。
- 2021年4月 - 青木照美校長が着任する。

## 教育目標
- 子どもたちが自ら学び探求し、常に想像していく態度を大切にします。
- 自他の人格を尊重し、思いやりの心を持って、地域や国際社会に貢献できる豊かな感性を伸ばします。
- 心身の健康と安全に心がけ、忍耐強く、たくましく生きる力を高めます。

## 校則
同校は自治の精神という教えをもとにして学校生活を築いているので、校則は存在しない。しかし学校に携帯やお菓子を持っていくことは禁止である。基本はジャージであり、制服は入学式、卒業式、合唱祭、生徒総会、試験などの時に着用する。

## 主な学校行事
| - 4月 着任式・始業式・入学式、離任式 - 5月 生徒総会、自然教室（2年）、修学旅行（3年）、校外学習（1年）、体育祭 - 10月 前期終業式、後期始業式、文化祭（合唱祭） - 12月 大掃除 | - 1月 百人一首大会 - 2月 卒業遠足（3年） - 3月 卒業証書授与式、修了式 |

## 生徒会活動
生徒会本部の下、7つの専門委員会と3つの実行委員会が置かれている。
- 専門委員会
  - 整美委員会
  - 保健委員会
  - 図書委員会
  - 放送委員会
  - 生活福祉委員会
  - 学級委員会
- 実行委員
  - 選挙管理委員会(後期のみ)
  - 体育祭実行委員会(前期のみ)
  - 文化祭実行委員会

## 部活動
運動系
- ソフトテニス部（男・女）
- バスケットボール部（男・女）
- バドミントン部
- サッカー部
- 野球部
- 女子バレーボール部

文化系
- 美術部
- 吹奏楽部
- 放送部
- コーラス部

## 交通
バス
- 京浜急行バス上1（南高校行き）に乗車し、｢南高校｣バス停で下車、徒歩5分

電車
- 横浜市営地下鉄ブルーライン 上永谷駅下車、徒歩20分
- 横浜市営地下鉄ブルーライン 上大岡駅下車、徒歩30分